# Manu Trigueros
Pour les articles homonymes, voir Trigueros (homonymie).
Manuel Trigueros Muñoz, plus connu sous le nom de Manu Trigueros, est un footballeur espagnol né le 17 octobre 1991 à Talavera de la Reina en Espagne. Il évolue au poste de milieu de terrain au Grenade CF.

## Biographie
Joueur connu pour sa technique, il est repéré par Villarreal en 2010 pour en faire jusqu’aujourd’hui un milieu de référence en Liga. 
Avec le club de Villarreal, il atteint les huitièmes de finale de la Ligue Europa en 2015 et remporte la compétition en 2021.

## Palmarès

### En club
- Villarreal CF
  - Vainqueur de la Ligue Europa en 2021

### Distinctions personnelles
- Membre de l'équipe type du championnat d'Espagne en 2017

### En club
- Villarreal CF
  - Vainqueur de la Ligue Europa en 2021
  - Finaliste de la Supercoupe de l'UEFA en 2021